# 埃爾克霍恩鎮區 (密蘇里州麥克唐納縣)
埃爾克霍恩鎮區（英語：Elk Horn Township）是位於美國密蘇里州麥克唐納縣的一個行政鎮區。

## 地方資料
埃爾克霍恩鎮區的面積為148.59平方千米，當中陸地面積為148.52平方千米，而水域面積為0.07平方千米。根據2020年美國人口普查的數據，當地共有人口1385人，而人口密度為每平方千米9.32人。